# Моето гадже е ангел (филм)
Моето гадже е ангел (на руски: Мой парень - ангел) е руска комедия от 2011 година на режисьора Вера Сторожева.

## Сюжет
Студентката Саша случайно се запознава със странник на име Серафим, който започва да я обзема с благородството и непривичното си държание. Неговата роля е да я убеди, че ангелите наистина съществуват, колкото и да е трудно това.

## Актьорски състав
- Артур Смолянинов
- Анна Старшенбаум
- Сергей Пускепалис
- Екатерина Вуличенко
- Иван Охлобистин
- Гоша Куценко
- Никита Ефремов
- Иван Макаревич
- Андрей Леонов
- Василий Степанов

1. 1 2  www.kinopoisk.ru